# Калгун (Міссурі)
Калгун (англ. Calhoun) — місто (англ. city) в США, в окрузі Генрі штату Міссурі. Населення — 392 особи (2020).

## Географія
Калгун розташований за координатами 38°28′5″ пн. ш. 93°37′26″ зх. д. / 38.46806° пн. ш. 93.62389° зх. д. (38.468085, -93.623939).  За даними Бюро перепису населення США в 2010 році місто мало площу 2,58 км², з яких 2,55 км² — суходіл та 0,03 км² — водойми.

## Демографія
Згідно з переписом 2010 року, у місті мешкало 469 осіб у 175 домогосподарствах у складі 115 родин. Густота населення становила 182 особи/км².  Було 208 помешкань (81/км²).
Расовий склад населення:
| - 97,7 % — білих - 0,6 % — азіатів - 0,2 % — корінних американців - 0,2 % — чорних або афроамериканців |

До двох чи більше рас належало 1,3 %. Частка іспаномовних становила 0,4 % від усіх жителів.
За віковим діапазоном населення розподілялося таким чином: 26,7 % — особи молодші 18 років, 60,7 % — особи у віці 18—64 років, 12,6 % — особи у віці 65 років та старші. Медіана віку мешканця становила 37,2 року. На 100 осіб жіночої статі у місті припадало 100,4 чоловіків;  на 100 жінок у віці від 18 років та старших — 104,8 чоловіків також старших 18 років.
Середній дохід на одне домашнє господарство  становив 34 740 доларів США (медіана — 29 833), а середній дохід на одну сім'ю — 37 124 долари (медіана — 32 143). Медіана доходів становила 27 232 долари для чоловіків та 26 250 доларів для жінок. За межею бідності перебувало 40,6 % осіб, у тому числі 61,9 % дітей у віці до 18 років та 32,8 % осіб у віці 65 років та старших.
Цивільне працевлаштоване населення становило 141 осіб. Основні галузі зайнятості: освіта, охорона здоров'я та соціальна допомога — 22,0 %, роздрібна торгівля — 15,6 %, будівництво — 12,1 %, мистецтво, розваги та відпочинок — 11,3 %.